# Borensbergs landsfiskalsdistrikt
Borensbergs landsfiskalsdistrikt var 1918–1964 ett landsfiskalsdistrikt i Östergötlands län, bildat som Bobergs landsfiskalsdistrikt när Sveriges indelning i landsfiskalsdistrikt trädde i kraft den 1 januari 1918, enligt beslut den 7 september 1917. När Sveriges nya indelning i landsfiskalsdistrikt trädde i kraft den 1 oktober 1941 (enligt kungörelsen den 28 juni 1941) ändrades distriktets namn till Borensberg. Den 1 januari 1965 avskaffades i Sverige samtliga landsfiskaler och landsfiskalsdistrikt, och deras arbetsuppgifter delades upp på de nyskapade indelningarna polisdistrikt, åklagardistrikt och kronofogdedistrikt.
Landsfiskalsdistriktet låg under länsstyrelsen i Östergötlands län.

## Ingående områden
Den 1 oktober 1941 tillfördes Västra Ny landskommun från Motala landsfiskalsdistrikt. 1 april 1949 tillfördes kommunerna Godegård och Tjällmo från det upplösta Hällestads landsfiskalsdistrikt. När Sveriges nya indelning i landsfiskalsdistrikt trädde i kraft den 1 januari 1952 (enligt kungörelsen 1 juni 1951) ändrades distriktets omfattning.

### Från 1918
Bobergs härad:
- Brunneby landskommun
- Ekebyborna landskommun
- Fornåsa landskommun
- Klockrike landskommun
- Kristbergs landskommun
- Lönsås landskommun
- Skeppsås landskommun
- Vallerstads landskommun
- Älvestads landskommun

### Från 1 oktober 1941
Aska härad:
- Västra Ny landskommun

Bobergs härad:
- Brunneby landskommun
- Ekebyborna landskommun
- Fornåsa landskommun
- Klockrike landskommun
- Kristbergs landskommun
- Lönsås landskommun
- Skeppsås landskommun
- Vallerstads landskommun
- Älvestads landskommun

### Från 1 april 1949
Aska härad:
- Västra Ny landskommun

Bobergs härad:
- Brunneby landskommun
- Ekebyborna landskommun
- Fornåsa landskommun
- Klockrike landskommun
- Kristbergs landskommun
- Lönsås landskommun
- Skeppsås landskommun
- Vallerstads landskommun
- Älvestads landskommun

Finspånga läns härad:
- Godegårds landskommun
- Tjällmo landskommun

### Från 1 januari 1952
- Bobergs landskommun
- Borensbergs landskommun
- Godegårds landskommun
- Tjällmo landskommun